# Jewish Telegraphic Agency
Die Jewish Telegraphic Agency (JTA) ist eine von dem damals 25-jährigen Journalisten Jacob Landau am 6. Februar 1917 in Den Haag gegründete Presseagentur, die zunächst den Namen Jewish Correspondence Bureau führte. 1919 erfolgte der Umzug nach London unter dem heutigen Namen, die Leitung hatten damals Jacob Landau und Meir Grossmann. 1922 wurde New York City der neue Hauptsitz.

## Geschichte und Ziele
Landau gründete das Jewish Correspondence Bureau unmittelbar vor dem Eintritt der Vereinigten Staaten in den Ersten Weltkrieg als erste dediziert jüdische Presseagentur. Die Zeit war zum einen von der vehement geführte Diskussion um den Eintritt der Vereinigten Staaten in den Krieg, zum anderen von der starken Einwanderungsbewegung vor allem osteuropäischer Juden geprägt. Letztere führte dazu, dass Familien durch damals kaum überwindbare Entfernungen getrennt wurden.
Aus Landaus Sicht hatten daher politische und gesellschaftliche Entwicklungen in den Vereinigten Staaten starken Einfluss auf das Leben von Menschen in anderen Ländern, gleichzeitig bestand großer Bedarf an Nachrichten aus den Ursprungsländern der Einwanderer. Eine zuverlässige, weltweit tätige Sammelstelle für Nachrichten aus jüdischer Perspektive sollte geschaffen werden.
Im Laufe der 1920er-Jahre gewann die JTA schnell an Popularität; mehr als 400 Medien, sowohl mit allgemeinen als auch mit explizit jüdischem Publikum, hatten bis 1925 ihre Dienste abonniert. Bis 1937 unterhielt die JTA auch ein Büro in Berlin, bis dieses von der Gestapo geschlossen wurde. Angesichts der Verfolgung von Jüdinnen und Juden im nationalsozialistischen Deutschland, unterstützte die JTA im Zweiten Weltkrieg den britischen Geheimdienst MI6 durch die gezielte und strategische Lancierung von Fehlinformation. Diese veröffentlichte die JTA jedoch nicht selbst, sondern im Namen der eigens dafür gegründeten „Overseas News Agency“ (ONA).
Heute unterhält die JTA Korrespondenten in über 30 Städten auf allen bewohnten Kontinenten. Sie sieht sich als politisch neutral und keinem Zweig des Judentums besonders verbunden oder verpflichtet.

## Organisation
Die JTA hat keine Gewinnerzielungsabsicht. Der Sitz ist New York City. Sie wird von einem aus höchstens 75 Personen bestehenden Vorstand geleitet. In diesem Vorstand sollen repräsentativ Vertreter aller Ausprägungen der jüdischen Religion und des Zionismus vertreten sein.

## Kunden- und Unterstützerkreis
Zu den bekanntesten Zeitungen, die von der Jewish Telegraphic Agency beliefert werden, zählt der Forward in New York, in Deutschland zählt die Jüdische Allgemeine zu den Abnehmern und in der Schweiz das Wochenmagazin Tachles. Darüber hinaus wird die JTA von vielen Mitgliedsverbänden der Jewish Federations of North America (JFNA), vorher United Jewish Communities (UJC), mitgetragen.

## Archiv
Seit 2011 stellt die JTA eine digitalisierte Form ihres umfangreichen Archivs der Öffentlichkeit bereit. Das durchsuchbare, digitale Online-Archiv der JTA enthält rund 250.000 frei-zugängliche Volltextartikel, die bis ins Jahr 1923 zurück reichen.